# 萬金培
萬金培神父（譯音：愛德華．里奧．金培文，1909年1月30日 – 1975年6月23日）是一位美國籍瑪利諾會天主教神父。他在二十世紀中葉活躍於江門和香港，從事傳教、賑災、醫護和教育工作。他曾任加州山景城副教區長，又創立了香港觀塘天主教堂區和當地一所天主教學校。

## 早期生平
萬金培於1909年1月30日在美國明尼蘇達州聖保羅出生。1926年，萬氏卒業於聖多默軍校（St. Thomas Military Academy，今稱聖多默學院），並於1927年入讀明尼蘇達大學。他在明尼蘇達大學修業三年，途中曾因工作緣故休學。1931年1月，他入讀拿撒勒堂修道院（Nazareth Hall Seminary），並於1934年8月1日加入瑪利諾外方傳教會。加入瑪利諾會後，他入讀瑪利諾維納神學院（The Venard）和瑪利諾修道院，並在1941年6月22日晉鐸成為神父。加入瑪利諾會前，他是聖保羅聖馬爾谷堂（Church of St Mark）的成員。

## 傳教工作

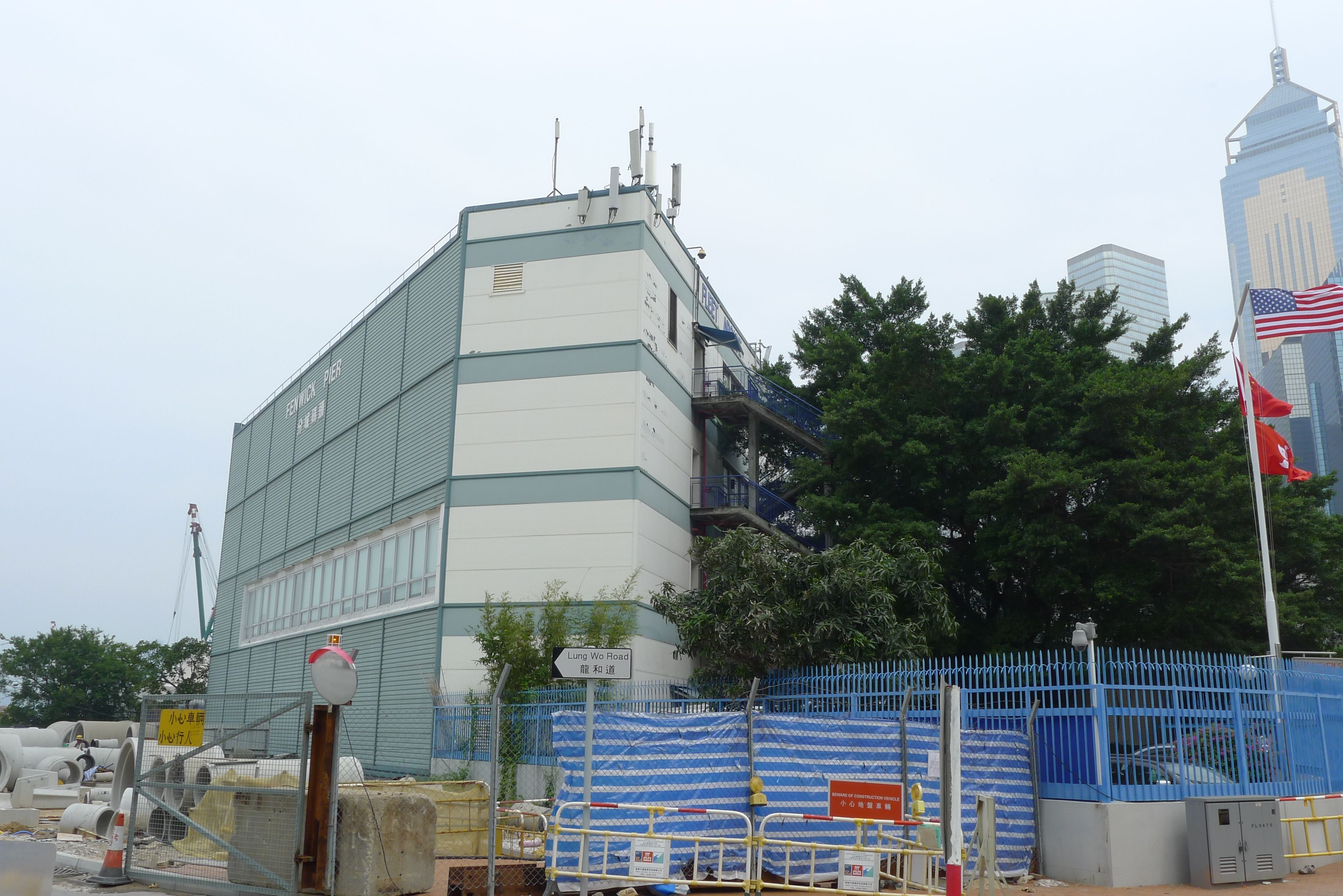
位於香港分域碼頭的海員會外貌

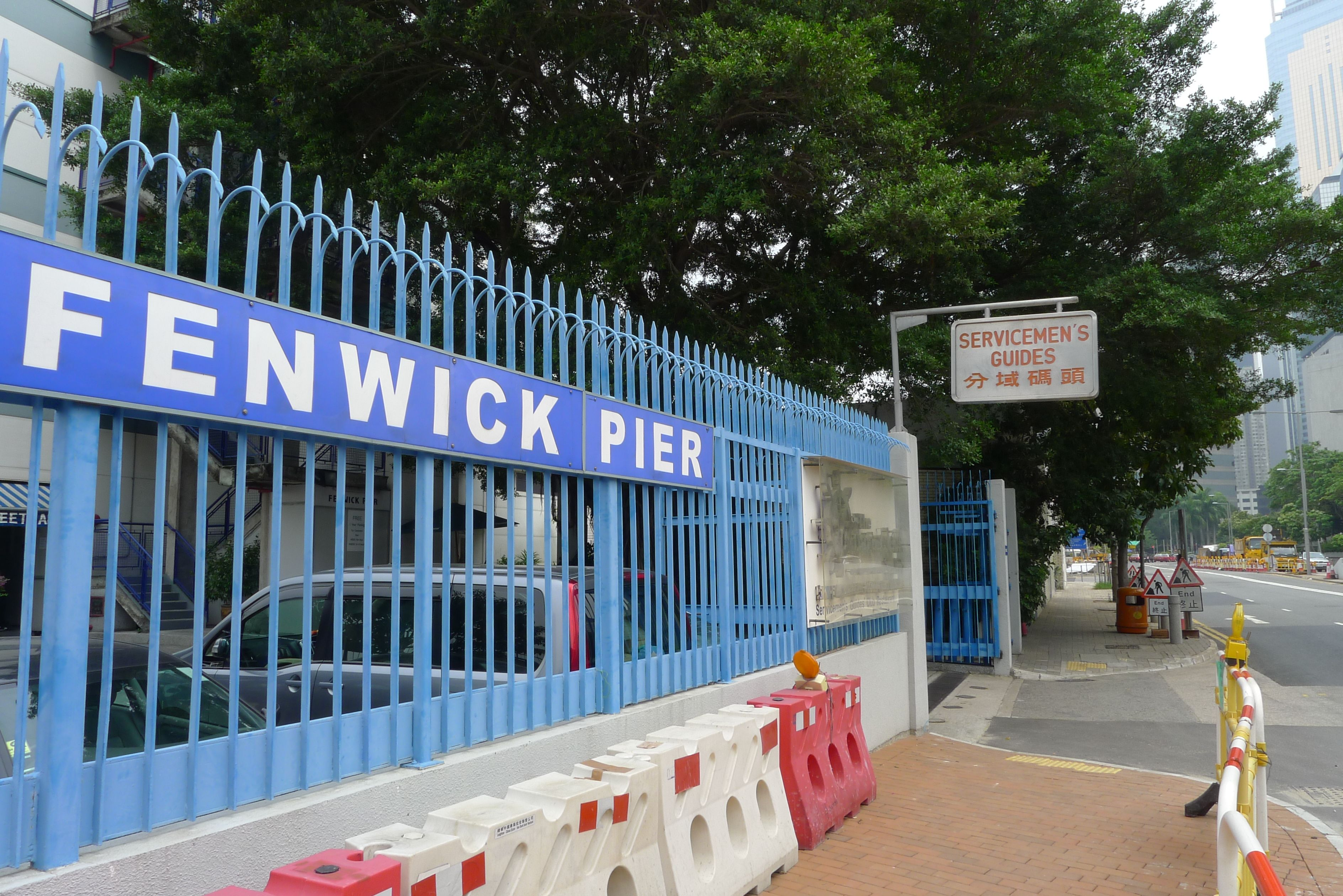
供海軍戰艦停靠及供海軍上岸的香港分域碼頭

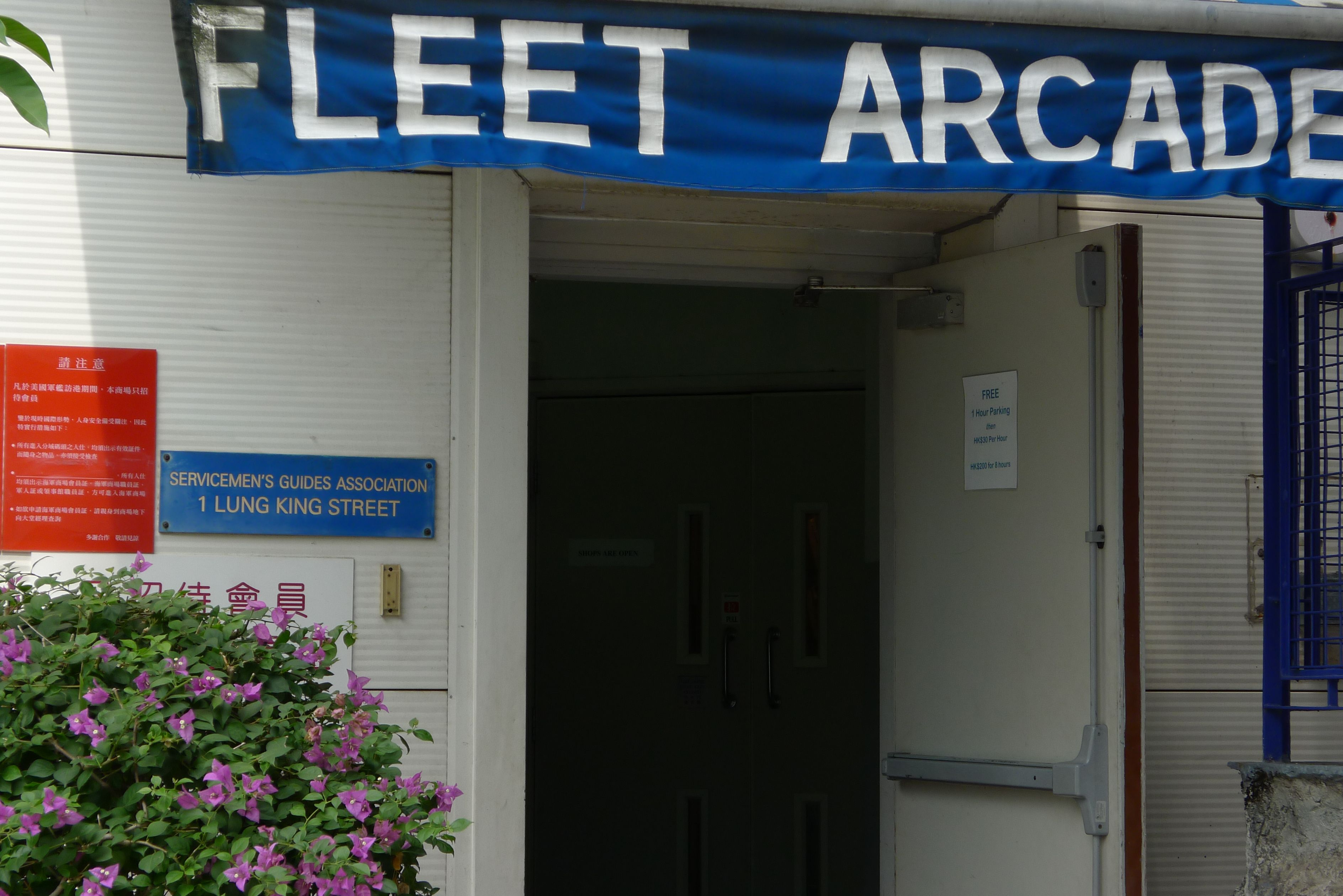
萬金培神父曾任海軍神師的分域碼頭海員會

1951年10月15日，萬金培和 Warren Brennan、Winkels、Sibert，共四位神父乘泛美航空「飛剪」客機經馬尼拉抵達香港，隨即轉抵江門，派駐天主教江門教區。他在中國度過了第二次世界大戰的歲月。
隨了傳教，瑪利諾會的神父們也常參與醫護工作。萬金培是當中的一份子，經常以醫療服務作為接觸本地人，傳講福音的工具。萬金培在缺乏醫護專業人員支持的情況下提供醫護服務的本事備受後人稱頌。韋斯特（Jean-Paul Wiest）記述：「萬神父到五十里外的一個小鎮傳教，小鎮的理髮師傅對他說：『我兒子瘋了，他只有十五歲大。我們把他綁起來了。』於是，萬神父餵了那小孩一顆山道年杜蟲藥和一顆甘汞瀉藥。不出三四日，那小孩就治好了。他父親自然很高興，走遍大街小巷跟人分享這故事。這次偶然的醫治帶來的知名度，好比數百小時的傳教工作。」
戰爭結束後不久，萬金培患上結核病，於是在1947年4月返會美國接受治療。回美後，他繼續在瑪利諾會擔任神職工作，在1949至1958年間出任加州山景城副教區長。
1958年，萬金培獲瑪利諾會派駐香港。由於當時觀塘一帶人口快速增長，他在1962年6月協助賴存忠神父創立了香港觀塘聖若翰堂區。同年7月，他創辦了觀塘聖若翰學校（今稱聖若翰天主教小學）。堂區最初覆蓋全觀塘，後來因為人數增長在1967年分拆成三個堂區。1966至1975年，萬金培出任香港天主教美國水兵神師，服務旅港美軍。

## 逝世

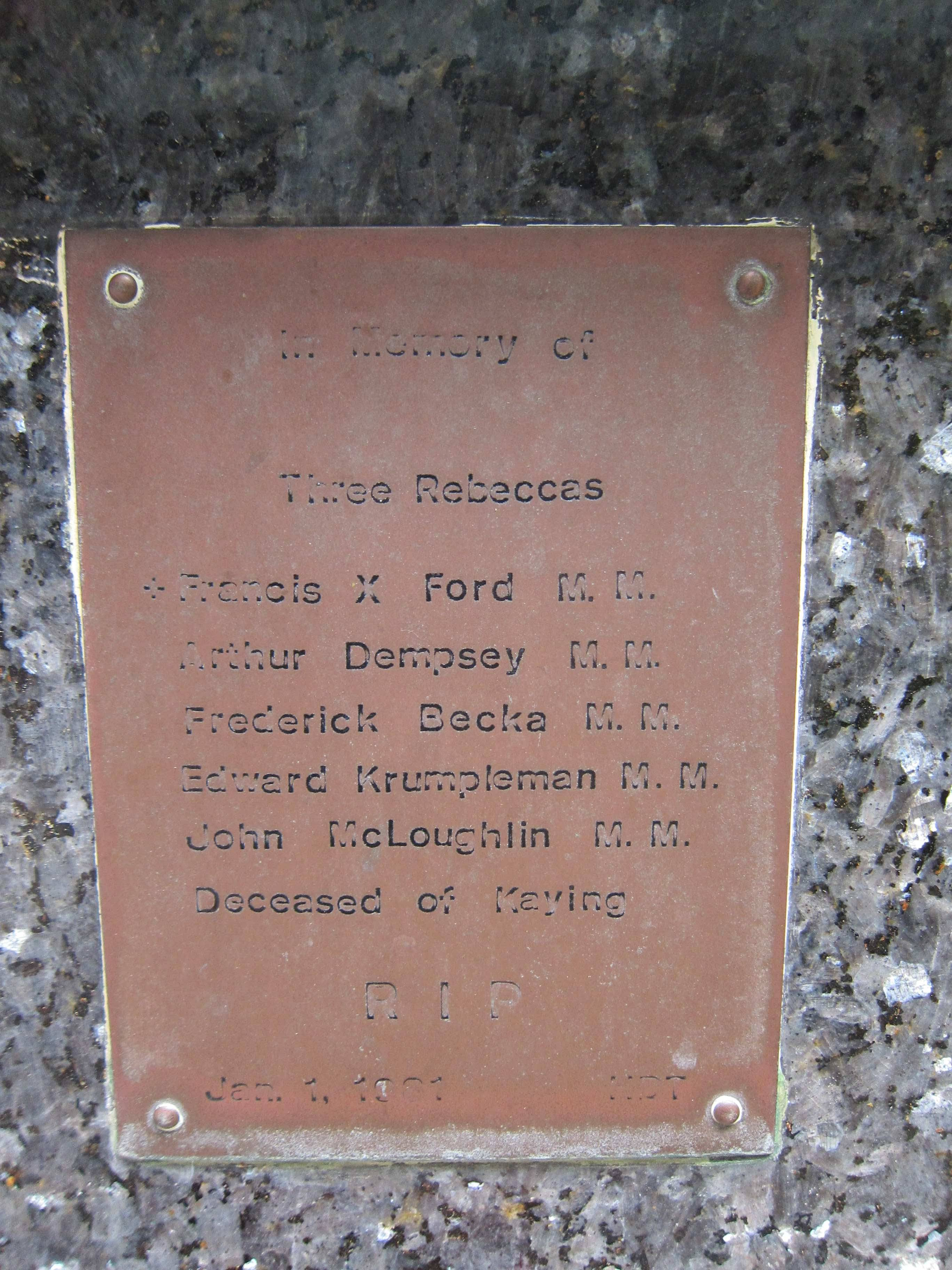
瑪利諾中學內的記念碑

1975年初，萬金培的左肺出現凝血癥狀，於是離開香港，在3月31日返回美國接受治療。接著兩個月，他的病情稍有好轉，但在六月尾突然惡化。6月23日，他被送到亨內平縣總醫院，當晚逝世。他的遺體被移送到紐約州聖母山（Maryknoll）瑪利諾外方傳教會總部，26日下葬於瑪利諾墳場。

## 外部連結
- In Memoriam of Fr. Edward Leo Krumpelmann, M.M. St Joseph’s College Website （页面存档备份，存于）
- Fr Edward Leo Krumpelmann, M.M. RIP （页面存档备份，存于）
- Maryknoll Priest with two Kongmoon Sisters, Jiangmen, China, ca. 1946  from USC Digital Library Website （页面存档备份，存于）
- St John the Baptist Parish